# Pokojový orloj Jana Maška

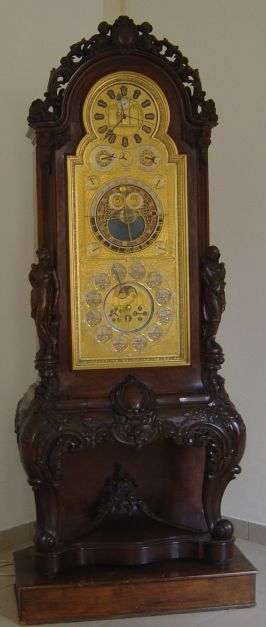
Pokojový orloj Jana Maška

Pokojový orloj Jana Maška je unikátní pokojový orloj vyrobený v letech 1924–1935. Jeho autorem je technik Vítkovických železáren a amatérský astronom Jan Mašek, který jej v roce 1967 u příležitosti 700. výročí první písemné zmínky o Ostravě věnoval městu. Nachází se v Ostravském muzeu.
Orloj obsahuje klasický hodinový ciferník, kalendář a astronomickou a planetární část. Celkem má 51 funkcí. Vyřezávaná barokní skříň se zlatým cizelováním je vysoká 225 cm. Uvnitř se mj. nachází švýcarské hrací strojky s osmi operními melodiemi. Celý stroj je sestaven z 2500 součástek, a je poháněn osmikilovým závažím, které se natahuje samočinně pomocí elektrického proudu. Přesný chod udržuje sekundové kompenzační kyvadlo.